# ناحیه یونگدونگپو
ناحیه یونگدونگپو (به لاتین: Yeongdeungpo District) یک منطقهٔ مسکونی در کره جنوبی است که در سئول واقع شده‌است. ناحیه یونگدونگپو ۲۴٫۵۶ کیلومتر مربع مساحت و ۳۹۶٬۲۴۳ نفر جمعیت دارد.